# Louis Rouland (cyclisme)
Pour l'aviateur français, voir Louis Rouland. Pour les articles homonymes, voir Rouland.
Louis Rouland, né le 21 octobre 2002, est un coureur cycliste français, membre de l'équipe française Arkéa-B&B Hotels.

## Biographie
Louis Rouland commence le cyclisme durant sa jeunesse au sein du club Mans Sarthe Vélo. Il prend notamment la troisième place du Grand Prix de Plouay en 2020 dans la catégorie juniors (moins de 19 ans). 
En 2021, il rejoint le VC Pays de Loudéac,. Bon grimpeur, il se classe quatrième du Tour du Piémont pyrénéen et douzième du Tour de la Vallée d'Aoste. L'année suivante, il intègre le club Bourg-en-Bresse Ain Cyclisme, tout en suivant une licence de géographie à l'université du Mans. Sélectionné en équipe de France espoirs, il brille sur la Course de la Paix espoirs en terminant huitième du classement général. Il s'impose par ailleurs sur la course Arbent-Bourg-Arbent, inscrite au calendrier national français. En fin de saison, il devient stagiaire au sein de la formation B&B Hotels-KTM. Un accident de la route l'empêche cependant de disputer la moindre compétition professionnelle
Lors de la saison 2023, il montre de nouveau ses qualités de grimpeur en finissant quatrième du championnat de France espoirs, cinquième du Tour de la Mirabelle, sixième de la Course de la Paix espoirs ou encore onzième du Tour de la Vallée d'Aoste. Ses bons résultats lui permettront de rejoindre la réserve de la structure WorldTour d'Arkéa-B&B Hôtels à partir de 2024.

## Palmarès et résultats

### Par année
- 2019
  - 2e du Tour Causses Aigoual Cévennes
- 2020
  - 3e du Grand Prix de Plouay juniors
- 2022
  - Arbent-Bourg-Arbent
- 2024
  - 3e du Grand Prix de Plouay

### Classements mondiaux
| Année           | 2022   |
| --------------- | ------ |
| UCI Europe Tour | 1 262e |